# Colin Maclaurin

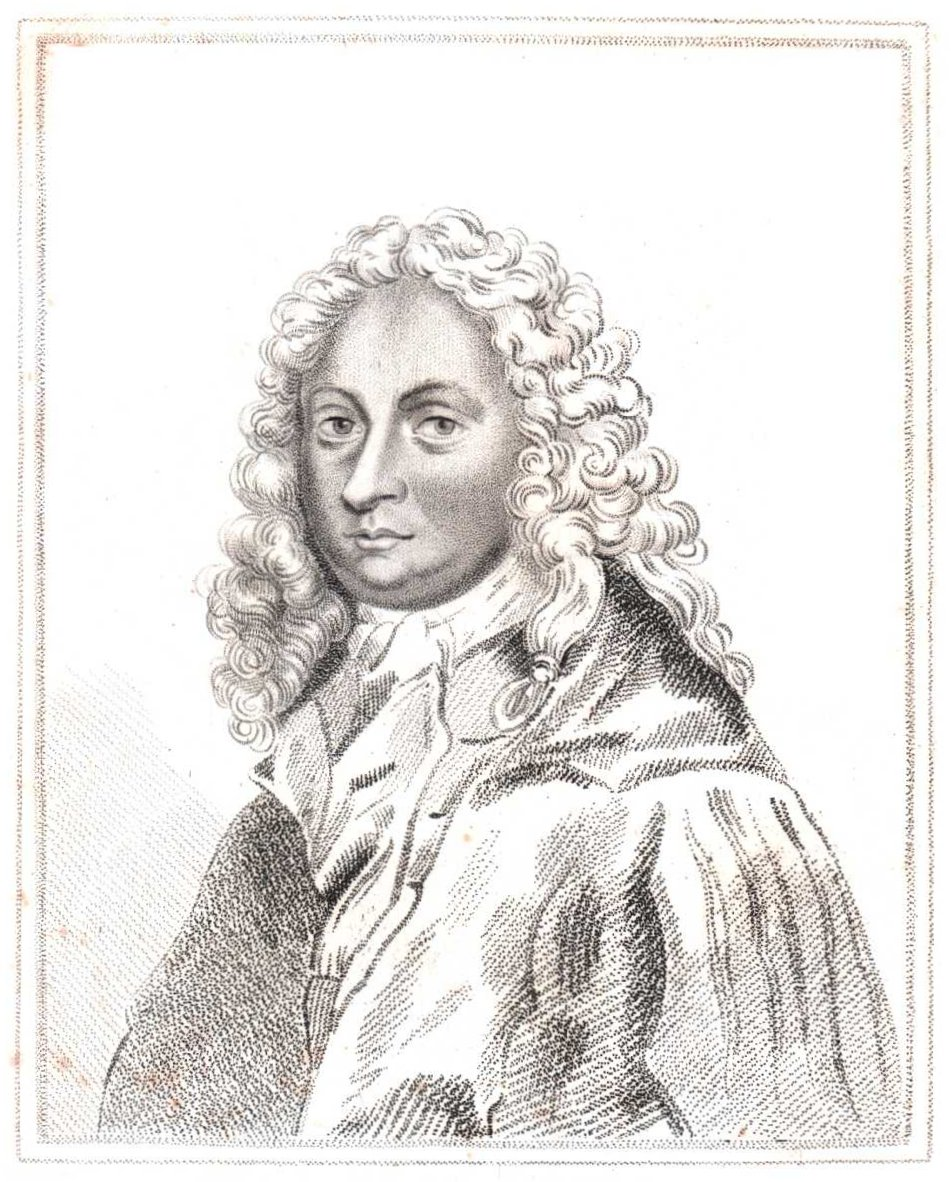
Colin Maclaurin
in het Smithsonian Institution

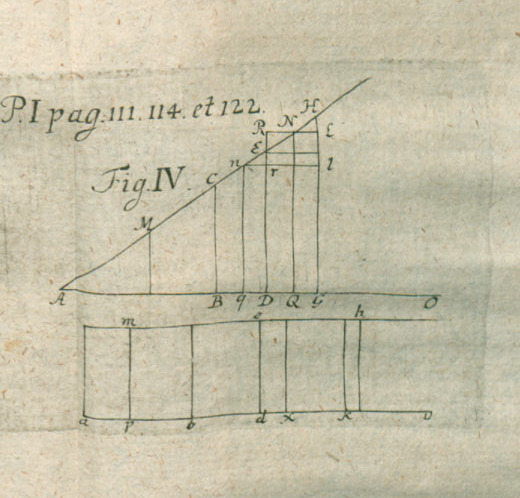
Illustratie uit De fluxionibus libri duo, 1747

Colin Maclaurin, Kilmodan februari 1698 — Edinburgh 14 juni 1746, was een wiskundige uit Schotland.

## Leven
Maclaurin werd geboren in Kilmodan en groeide daar op in de landelijke gebieden van Argyll. Op elfjarige leeftijd vertrok hij naar Glasgow om daar aan de Universiteit van Glasgow te studeren. Twee jaar eerder was hij wees geworden. Hij studeerde af toen hij veertien was, maar bleef na zijn afstuderen in Glasgow om theologie te studeren. Na het afronden van deze studie werd hij in 1717 op negentienjarige leeftijd, na een competitie van tien dagen, hoogleraar in de wiskunde aan het Marischal College van de Universiteit van Aberdeen en bleef tot 2008 de jongste hoogleraar wiskunde in de geschiedenis.
Maclaurin werd in 1725 aangesteld als assistent van James Gregory, hoogleraar wiskunde te Edinburgh. Deze James Gregory was de broer van David Gregory en de neef van de bekendere James Gregory. Maclaurin kreeg deze aanstelling op voorspraak van Isaac Newton, die zo onder de indruk was van Maclaurins werk dat hij aangeboden had Maclaurins salaris te betalen. Maclaurin volgde later Gregory op.
De maclaurin-reeks voor de benadering van veel goniometrische functies was in feite een bedenksel van zijn voorganger James Gregory die hierover al voordat Maclaurin was geboren over had gepubliceerd. Maclaurin was niet op de hoogte van het werk.
Maclaurin trouwde in 1733 met Anne Stewart, dochter van de landsadvocaat van Schotland. Hij was actief tegenstander van de jakobitische opstand van 1745 en hielp mee bij de verdediging van Edinburgh. Hij moest echter voor de oprukkende Highlanders naar York vluchten. Na de terugtocht van jakobitische leger noordwaarts keerde hij terug naar Edinburgh, waar hij, kort daarna, overleed.
De trisectrix van Maclaurin is naar hem genoemd.

## Belangrijkste publicaties
- Geometria Organica, 1720
- De Linearum Geometricarum Proprietatibus, 1720
- Treatise on Fluxions, 1742. traktaat van 763 pagina's in twee delen, eerste, systematische behandeling van werk van Newton
- Treatise on Algebra, 1748. postuum
- Account of Newton's Discoveries. onafgemaakt door zijn overlijden, gepubliceerd in 1748 of 1750, bronnen spreken elkaar tegen